# Matteo Del Fante
Matteo Del Fante (Firenze, 27 maggio 1967) è un dirigente d'azienda e dirigente pubblico italiano.
Da aprile 2017 è amministratore delegato e direttore generale del Gruppo Poste Italiane.
È inoltre presidente della società Giubileo 2025.

## Formazione
Si è laureato in Economia Politica con lode presso l'Università Bocconi di Milano. 
Ha frequentato corsi di specializzazione presso la Stern Business School della New York University.

## Carriera
Ha iniziato la sua carriera nel 1991, a 24 anni, in JPMorgan Chase, diventandone nel 1999 managing director nella sede di Londra, proseguendo fino al 2003.
È entrato in Cassa depositi e prestiti nel 2004, ricoprendo dal 2010 al 2014 il ruolo di direttore generale.
Dal 2014 al 2017 è stato amministratore delegato e direttore generale di Terna.
Dal 2017 è amministratore delegato e direttore generale di Poste italiane.
Del Fante è stato, inoltre, membro del consiglio di amministrazione di STMicroelectronics, del Fondo Europeo per l’Efficienza Energetica (EEEF) e vice presidente di ENTSO-E, l’Associazione europea dei gestori delle reti di trasmissione elettrica.

## Vita privata
È sposato e ha due figli.